# Nelson County, North Dakota
Nelson County är ett administrativt område i delstaten North Dakota, USA. År 2010 hade countyt  3 126 invånare. Den administrativa huvudorten (county seat) är Lakota.

## Geografi
Enligt United States Census Bureau så har countyt en total area på 2 613 km². 2 543 km² av den arean är land och 70 km² är vatten.

### Angränsande countyn
- Stutsman County - nordöst
- LaMoure County - öst
- McIntosh County - syd
- Emmons County - väst
- Kidder County - nordväst

### Orter
- Lakota (huvudort)
- Michigan City